# Żydzi górscy
Żydzi górscy (samonazwanie: джухур, hebr. יהודי ההרים, ros.: горские евреи) – określenie ludności żydowskiej pochodzącej ze wschodniego Kaukazu. W 2006 roku grupa liczyła około 100 tysięcy osób. Górscy żydzi wyznają judaizm. Posługują się dialektami języka tackiego, językiem hebrajskim, rosyjskim i azerbejdżańskim. 
Dyskutowany jest problem pochodzenia żydów górskich. Podczas gdy jedni badacze twierdzą, iż w przeszłości żydzi mieszkając wśród Tatów przejęli ich język, inni twierdzą natomiast, że to Tatowie przyjęli w przeszłości judaizm. Postuluje się również ich pochodzenie od jednego z Dziesięciu Zaginionych Plemion Izraela. Według niektórych źródeł Żydzi pojawili się w Transkaukazji nie później niż w VI wieku n.e. i pochodzili z Persji i Mezopotamii, Żydzi Ci byli jednym ze źródeł judaizmu, który pojawił się w Kaganacie Chazarskim. Do Żydów górskich dołączyli następnie także aramejskojęzyczni Żydzi z Kurdystanu.
W XIX wieku zaczęli osiedlać się na Kaukazie Północnym, w większości wokół Bujnakska, Machaczkały, Endiriej, Chasawiurtu, Groznego, Mozdoku i Nalczyku. Od końca XIX wieku w dużej liczbie emigrowali także do Palestyny. Według spisu powszechnego z 1926 roku społeczność żydów górskich liczyła 25,9 tysiąca osób. W 1930 roku część żydów górskich osiedlono w kołchozach na Półwyspie Krymskim.
Po upadku Związku Radzieckiego większość żydów górskich wyemigrowała do Izraela. Społeczności żydów górskich pozostały w Dagestanie, Czeczenii, Karaczajo-Czerkiesji i Kabardo-Bałkarii. Największe skupisko żydów górskich istnieje w miejscowości Qirmizi Qasaba niedaleko miasta Quba w Azerbejdżanie. Miasteczko to określane jest czasem mianem „sztetla”. Żydzi górscy mieszkają również w Stanach Zjednoczonych, Niemczech i Austrii.